# Església Catòlica Armènia
|  | No s'ha de confondre amb Església Apostòlica Armènia. |

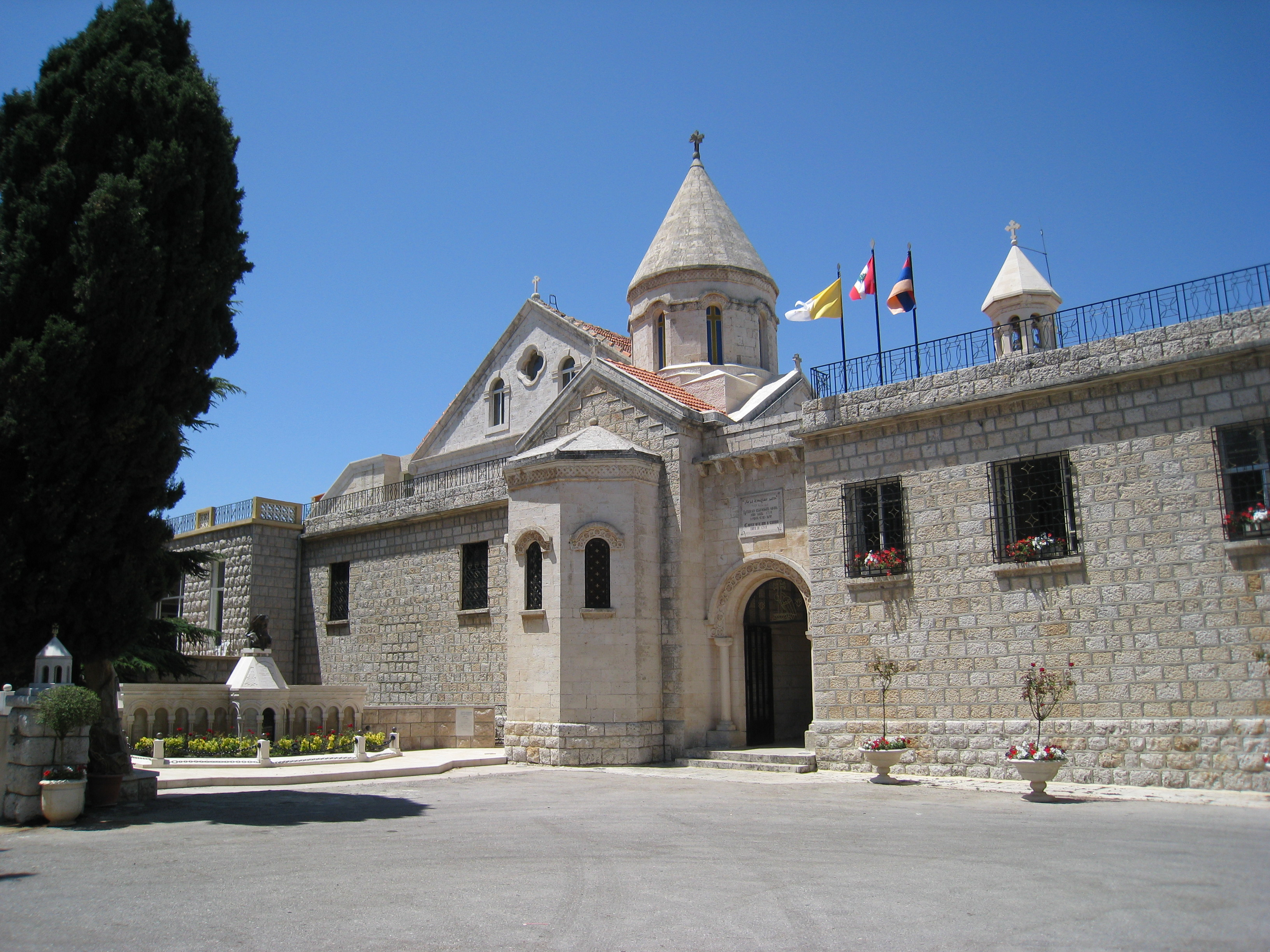
Seu del Patriarcat de l'església Catòlica Armènia

L'Església Catòlica Armènia (armeni: Հայ Կաթողիկե Եկեղեցի) és una de les esglésies catòliques orientals autònomes sui iuris, en plena comunió amb l'Església Catòlica. Des de 1749, té la seu a Beirut, al Líban.
Després que l'Església Apostòlica Armènia, juntament amb la resta de les esglésies ortodoxes orientals, van trencar la comunió amb la resta del cristianisme després del Concili de Calcedònia, alguns bisbes armenis van intentar restaurar-la. El 1195, durant les Croades, l'església del regne armeni de Cilícia va unir-se amb l'Església catòlica, unió que es va prolongar fins a la conquesta del regne pels mamelucs el 1375. La unió va ser posteriorment restablerta durant el Concili de Florència, el 1439, però no va tenir repercussions reals durant segles. El 1740, Abraham-Pierre I Ardzivian, que anteriorment s'havia convertit al catolicisme, va ser elegit patriarca de Sis (actualment, Kozan). Dos anys més tard el papa Benet XIV va establir formalment l'Església Catòlica Armènia. Més tard la seu del patriarcat més tard va ser traslladada a Antelias, al nord de Beirut. El 1749, l'Església Armènia Catòlica va construir un convent a Bzoummar.